# 刘勔
刘勔（418年—474年），字伯猷，彭城郡彭城县安上里（今江苏省徐州市铜山区）人。南朝宋官員，官至尚書右僕射、中領軍，並與袁粲、褚淵、蔡興宗及沈攸之同為宋明帝遺命的顧命大臣。桂陽王劉休範起兵反叛時劉勔參與守衞建康，兵敗被殺。

## 生平
劉勔雖家貧，但年輕就有志向和節操，又愛好文辭。初任增城令，後獲廣州刺史劉道錫請為其揚烈將軍府主簿。元嘉二十七年（450年），宋廷發動第二次元嘉北伐但失利，反被魏軍南侵，劉道錫派了劉勔到建康，在拜見宋文帝時應答得當，獲授寧遠將軍、綏遠太守。元嘉三十年（453年），太子劉劭弒父奪位，參與兵變的蕭斌之弟蕭簡時為南海太守，時為武陵王的宋孝武帝起兵反抗劉劭，劉勔亦起兵討伐蕭簡，並燒其南門，協助攻滅蕭簡。後廣州刺史宗愨又請劉勔任其主簿，並因功封大亭侯。後轉任員外散騎侍郎。
孝建元年（454年），荊州刺史劉義宣、江州刺史臧質起兵反抗朝廷，宗愨以劉勔行寧朔將軍、湘東內史，領軍出駐安陸。亂事被平定後，劉勔轉任晉康太守，後又轉任鬰林太守。後又任徐州刺史劉道隆的寧朔司馬，並參與平定大明三年（459年）竟陵王劉誕起兵之變，以功封金城縣五等侯。後又改任西陽王劉子尚的撫軍參軍。另一方面，朝廷曾派費沈攻伐合浦大帥陳檀，但未能成功，於是改以劉勔為龍驤將軍、西江督護、鬱林太守，出兵再攻。劉勔到後成功降服陳檀，並進獻大批名馬和珊瑚樹，宋孝武帝對此十分高興。
大明八年（464年）宋前廢帝即位後，以劉勔為振威將軍、屯騎校尉。次年年末，前廢帝被殺，宋明帝即位，加劉勔寧朔將軍。其時江州刺史、晉安王劉子勛拒絕承認宋明帝建康政權，自立為帝，並得國內四方響應，劉勔遂以本官加領建平王劉景素的輔國司馬，出據梁山。不久，豫州刺史殷琰投向劉子勛，劉勔遂被召還建康，假輔國將軍，率呂安國攻殷琰，時山陽王劉休祐鎮歷陽總統諸軍，劉勔遂兼其驃騎司馬。二月，殷琰將劉順、柳倫、皇甫道烈等人以八千兵守離豫州治所壽陽三百里的宛塘，劉勔亦率軍進前，在劉順等部數里外建營。當時劉勔軍因為雨天關係天亮還未建好營壘和防禦工事，劉順打算乘虛突襲，但因柳倫及皇甫道烈不肯響應而未成事，劉勔才得以成功立營與之對峙。至四月，劉順軍原本準備的糧食因相持而食盡，轉向壽春方面求糧，劉勔聞訊即挑選精兵讓呂安國及黃回繞到劉順軍後方截斷其糧道，在橫塘全殲運糧部隊前鋒楊仲懷所領五百人，嚇退杜叔寶軍，呂安國等遂成功燒毀糧食而還。無援乏食的劉順軍遂潰散，於五月一日（466年5月30日）棄守宛塘，劉勔就隨而進逼壽春。壽春守軍嬰城固守，劉勔等軍遂在城外分別駐紮；時常珍奇派了周當，烜式寶等率數百人送武器給殷琰，驍勇的式寶留守北門，率眾開城門突襲劉勔軍營，不過劉勔成功逃脫，式寶只能在其營帳中掠得走衣物離去。六月，劉勔軍築成長圍，另外又在七月派軍擊敗來援殷琰的龐孟虯。八月，皇甫道烈、柳倫等二十一人知龐孟虯戰敗後出降，劉勔以此勸降殷琰不果；另一方面江州治所尋陽失陷，劉子勛被殺，宋明帝亦開始派人以此勸降壽春，不過杜叔寶封鎖消息，遂令圍困一直持續到十二月。劉勔圍攻壽春多月，進攻和防守都能取勝，撫恤將帥亦寛厚有道，故能穩定軍心。尋陽失守的消息漸漸傳開，壽春人心至十二月亦很沮喪了，最終對壽春之圍困隨殷琰請降而結束。劉勔在城破時並未行任何殺戮，亦約束三軍止其侵範城內人民，故令百姓都很感動，都說「來穌」，甚至為他立碑。劉勔後還都拜太子左衞率，封鄱陽縣開國侯，食邑一千戶。
據汝南的常珍奇在壽陽被圍時曾經招引北魏援助，並開門投降。泰始三年（468年），劉勔以本官加征虜將軍，假節督西討前鋒諸軍事，並寫信招誘常珍奇。其時魏軍攻汝陰，但為太守張景遠及軍主楊文萇所敗，常珍奇遂乘虛襲懸瓠。後常珍奇為魏所攻，被逼南返，成功返回壽春。劉勔及後又轉右衞將軍，使持節，都督豫司二州諸軍事、征虜將軍、豫州刺史。同年魏將趙懷仁攻武津，劉勔派曲元德擊退他，又在汝陽章華臺東擊斬閼于拔，攻下外壘，斬殺魏軍一百五十人，略一千三百輛車而還。另外劉勔派往督弋陽以西的孫曇瓘遭遇進攻義陽的魏軍，又大敗對方。劉勔又乘北魏送當地租稅回北方時招集的荒人，命其於許昌截擊運輸部隊，燒毀所有米糧。淮西郡人賈元友上書宋明帝，勸其攻取懸瓠，以取陳郡、汝南、南頓及新蔡四郡。明帝以此書送到劉勔處，劉勔對元友建議逐條反駁，並稱邊境人民常常都勸大軍北伐，每當取信都是耗財折兵之舉，反指這些邊民都只看軍隊強弱，大軍到境就在路邊歡迎，大軍撤走就四處抄掠，不足取信。終令明帝放棄進攻。
泰始五年（469年），劉勔獲徵還任散騎常侍、中領軍，不過劉勔因世道紛擾不已而只自求東陽太守，得允。泰始六年（470年），南兗州刺史蕭道成以劉勔假平北將軍、使持節都督五州諸軍事，出鎮廣陵；但次年就解節、都督及將軍號。泰豫元年（472年），明帝去世，臨終前讓劉勔以本官中領軍守尚書右僕射，成為五顧命大臣之一。
元徽二年（474年），桂陽王劉休範起兵，率軍攻至建康，劉勔獲加使持節、領軍將軍，守衞石頭城。敵軍及後進至朱雀航南，右軍將軍王道隆率軍至朱雀門，知敵軍已到就急召劉勔。劉勔當時打算封鎖朱雀航阻擋敵軍，但王道隆不肯，反催促劉勔渡航進戰，劉勔遂於朱雀航南遭遇敵軍，兵敗戰死，享年五十七歲。朝廷追贈散騎常侍、司空，諡忠昭公。

## 性格特徵
- 攻壽陽時，劉勔以其寛厚性格而得將帥之心，將軍王廣之曾經請劉勔讓出自己騎的馬給他，眾人都不滿王廣之如此貪婪，請劉勔以法治他罪。不過劉勔就笑著將馬送給對方。
- 劉休範起兵前，曾有人以星象勸劉勔辭職避禍，但劉勔認為他行事無負任何人，而且若果災難要來也逃不過。劉勔晚年權位甚重，但卻建立園宅，稱為「東山」，反而將朝中事務放在一邊，將部曲都解散。蕭道成曾作規勸，但劉勔也沒聽從。[15]

## 家庭

### 子女
- 劉悛，本名劉忱，嗣子，鄱陽侯封國於齊篡宋後被削除，但劉悛仍在齊任官，屢得親遇，官至散騎常侍，領驍騎將軍、五兵尚書。
- 劉愃，悛弟，太子中庶子，485年卒。
- 劉繪，愃弟，官至建安王車騎長史，行建安國事。
- 劉瑱，繪弟，齊義興太守。
- 劉氏，嫁齊高帝蕭道成子鄱陽王蕭鏘。

### 孫
- 劉孺，劉悛子，官至侍中。
- 劉覽，孺弟，官至尚書左丞。
- 劉遵，覽弟，在梁官至太子中庶子。
- 劉氏，劉悛女，嫁齊明帝子晉安王蕭寶義。
- 劉氏，劉悛女，嫁齊明帝侄安陸王蕭寶晊。
- 劉苞，愃子，有文才，官至太子洗馬。
- 劉孝綽，本名劉冉，繪子，有很高文學造詣，獲南梁文士所看重，官至祕書監。
- 劉孝熊，孝綽二弟，早卒
- 劉孝儀，孝綽三弟，官至豫章內史，侯景之亂時去世。
- 劉孝勝，孝綽五弟，蕭紀據蜀自立為其尚書僕射，兵敗被梁元帝俘後獲赦，官至司徒右長史。
- 劉孝威，孝綽六弟，官至太子中庶子，兼通事舍人，侯景之亂時去世。
- 劉孝先，孝綽七弟，與五兄孝勝同被俘，官至侍中。
- 劉氏，孝綽妹，嫁琅邪王氏王叔英。
- 劉氏，孝綽妹，嫁吳郡張氏張嵊。
- 劉令嫻，孝綽妹，嫁東海徐氏徐悱。

## 延伸阅读
[在维基数据编辑]
 《宋書/卷86》，出自沈约《宋书》
 《南史/卷39》，出自李延壽《南史》